# Источна провинција (Саудијска Арабија)
Источна провинција (арап. الشرقية‎) је провинција на истоку Саудијске Арабије. Главни град провинције је Дамам. Источна провинција има 4.105.780 становника и површину од 672.522 km2. Густина насељености је 6,1 по квадратном километру.